# Windows Terminal
Windows Terminal (česky Terminál Windows) je emulátor terminálu vyvinutý společností Microsoft pro Windows 10 jako náhrada za původní příkazový řádek. Může spouštět jakoukoli aplikaci příkazového řádku na samostatné kartě. Počínaje verzí 1.11 je dodáván s vlastním vykreslovacím jádrem.

## Historie
Windows Terminal byl oznámen na vývojářské konferenci Build 2019 společnosti Microsoft v květnu 2019 jako moderní alternativa k příkazovému řádku a jeho zdrojový kód se poprvé objevil na GitHubu 3. května 2019. První veřejná ukázková verze byla verze 0.2, která vyšla 10. července 2019, první stabilní verze (1.0) byla vydána 19. května 2020.

## Funkce
Windows Terminal může spouštět více aplikací příkazového řádku, včetně textových shellů, v okně s více kartami. Má přímou podporu pro příkazový řádek, PowerShell a Bash na Windows Subsystem for Linux (WSL). Může se také připojit k Azure Cloud Shellu či vzdáleným serverům využívajícím protokol SSH.
Kromě toho také nabízí podporu pro:
- karty pro uchování více instancí v jediném okně
- sekvence ANSI VT
- UTF-8 a UTF-16 (včetně ideogramů CJK a emodži)
- hardwarově akcelerované vykreslování textu
- moderní písmo a funkce písma (viz níže)
- 24bitovou barevnou hloubku
- efekty průhlednosti oken
- grafické motivy, obrázky na pozadí a nastavitelné barvy karet[11]
- různé režimy okna (např. celá obrazovka, zaměření, vždy nahoře)
- dělené panely
- paletu příkazů[11]
- seznamy odkazů[11]
- kompatibilitu s Microsoft Narrator[12]
- vložené hypertextové odkazy[11]
- kopírování textu do schránky ve formátu HTML a RTF
- vstup myší
- přizpůsobitelné klávesové zkratky
- inkrementální vyhledávání
- formát Sixel[13]

### Cascadia Code
Cascadia Code je účelově vytvořené neproporcionální písmo od Aarona Bella ze Saja Typeworks pro nové rozhraní příkazového řádku. Obsahuje programovací ligatury a bylo navrženo tak, aby zlepšilo vzhled a dojem z terminálových aplikací a textových editorů. Písmo je open-source pod licencí SIL Open Font License a je dostupné na GitHubu. Je součástí Windows Terminal od verze 0.5.2762.0.